# Absurd
Absurd es una banda de RAC/Black/Pagan/Viking Metal alemán de ideología neonazi, de hecho es de las bandas más populares dentro de la escena del NSBM en Alemania. Están clasificados como peligro público por la Oficina Federal para la Protección de la Constitución. Fue fundada en la ciudad de Sondershausen, Turingia, Alemania. El hermano de Hendrik Möbus, conocido simplemente como "Wolf", es dueño de la discográfica de NSBM alemana Nebelfee Klangwerke, a la cual pertenece la banda.
Las letras del grupo hablan sobre neonacionalsocialismo, neopaganismo, ásatrú, nacionalismo alemán, anticapitalismo,anticomunismo y en algunos casos mitología nórdica y odinismo, por ello también pertenecen al Pagan y Viking metal.

## Historia de la banda
El 29 de abril de 1993, Sebastian, Hendrik y Andreas, tres jóvenes de 17 años (autodenominados como «hijos de Satán») convocaron a Sandro Beyer, de 15, en un bosque que rodea el pueblo. Su intención hacerle entender que jamás sería digno de pertenecer a su clan -algo que fascinaba al joven Sandro- y darle un susto para que dejase de hablar de la relación que mantenían Sebastián con la catequista del pueblo, una mujer casada.
Los tres adolescentes ataron a Sandro, pasaron un cable eléctrico alrededor de su cuello y se quedaron observando cómo imploraba clemencia, cómo lloraba, suplicaba y pataleaba hasta morir asfixiado. Al día siguiente fueron a la escuela como si no hubiera pasado nada. Más aún, volvieron al lugar del crimen para disfrutar de una merienda en el campo y bromear sobre la desaparición de Sandro. Detenidos una semana después, confesaron con la misma naturalidad haber eliminado al «indeseable».
Hendrik era hijo de un diputado demócrata-cristiano del Parlamento regional y de una madre poetisa en sus horas libres.
Los tres jóvenes habían hecho todo lo posible para informar al pueblo de sus intenciones y hacerle así retrospectivamente «culpable» por no haber intervenido.
En una entrevista concedida al periódico de su instituto, en noviembre de 1992, Hendrik había expuesto ampliamente su «fe». «Creemos en Lucifer, en el mal, en la muerte, en la sangre... Deseamos la muerte de todos los seres vivos», dijo en aquella entrevista, en la que lanzaba, incluso una amenaza directa a Sandro: «En el fondo del bosque, nadie te oirá gritar judío».
Pero ni la entrevista ni los atavíos macabros de los tres jóvenes ni las horas que pasaban alimentando sus mentes de asesinatos en video o sus pseudo-misas negras en el cementerio del pueblo provocaron reacción alguna en la gente. «Intenté hablar con ellos de los pentagramas y de otros símbolos satánicos con los que habían decorado la sala en la que ensayaban», cuenta Thomas Weinrich, el animador de la Casa de la Juventud donde durante algún tiempo ensayaba su grupo de black metal, llamado Absurd. «Pero entonces, nadie les tomaba en serio. Era muy difícil ver algún peligro en lo que hacían».
Por ser menores de edad, los «hijos de Satán» fueron juzgados a puerta cerrada en 1994 en el Tribunal de Mühlhausen. «La Prensa no estaba en la sala de las audiencias, pero merodeaba por los alrededores para hacerse con cualquier testimonio sobre el juicio», recuerda el juez Jürgen Schuppner.
En la prisión, Möbus pudo continuar colaborando bajo el nombre temporal de “In Ketten” (en alemán “en cadenas”). Después del asesinato, Absurd se convirtió en una banda de culto entre grupos neonazis. En la cubierta del demo Thuringian Pagan Madness muestran la tumba de Sandro Beyer, y en el interior una leyenda que dice: “La cubierta muestra el sepulcro de Sandro B. asesinado por la banda ABSURD el 29.04.93 AB”. 
Los miembros fueron liberados bajo palabra en 1998 debido a que todos eran menores de 18 años cuando cometieron el crimen. Sin embargo, poco después de haber sido liberado, Möbus cometió de nuevo un delito en Alemania cuando en un concierto realizó el “Hitlergruß”, el clásico saludo usado en el Tercer Reich, que es ilegal en Alemania. Su libertad condicional fue revocada por lo que intentó huir a Estados Unidos donde se encontró con William Luther Pierce, pero fue capturado por la policía de ese país. 	
En 2001, después de que su petición de asilo le fuese negada, fue enviado 3 años más a la cárcel por asesinato. Por burlarse de su víctima y por el Hitlergruß la pena aumentó en veintiséis meses más. El 15 de mayo de 2003 lo condenaron otra vez a cuatro años de prisión. 
Hasta mayo de 2007, Möbus estaba encarcelado, y ya da por finalizada su participación en Absurd. Schauseil (DMD) todavía está implicado con la escena underground; entre 1999 y 2004 participó en diversos proyectos como Halgadom, Wolfsmond (donde participó el actual baterista de Absurd "Unhold" tocando el bajo en esta banda), y un proyecto neofolk llamado In Acht und Bann. En la actualidad se ha distanciado de las ideas nacional-socialistas. 
Absurd renació en 1999, tras pasar por muchos cambios y perder a todos sus miembros originales. El actual líder es "Wolf", hermano de Hendrik, con Sebastian Schausell (DMD) que realiza las voces de forma ocasional en lanzamientos tales como Asgardsrei (1999), Werwolfthron (2001), "Totenlieder" (2003), y "Blutgericht"(2005).
Al cumplirse los 15 años de la banda, durante febrero de 2008, se lanzó un nuevo álbum llamado "Der fünfzehnjährige Krieg". Este disco incluye sus mejores canciones antiguas regrabadas.

## Miembros
| - Ronald "Wolf" Möbus, voz, bajo. - Sven "Unhold" Zimper, batería, guitarra. Antiguos miembros - Hendrik "Jarl Flagg Nidhögg” Möbus, batería. - Sebastian “Dark Mark Doom” Schauseil, voz, guitarra, bajo. - Andreas “Chuck Daniels” Kirchner, bajo. - Udo “Damien Thorn” H., guitarra - Ragnare, voz Miembros en directo - Tormentor, guitarra - Jens “Asemit” Fröhlich, voz - Denis “Herr Rabensang” Schoner, batería. |

## Discografía
| Álbumes de estudio - 1996: Facta Loquuntur (relanzamiento febrero de 2009) - 2001: Werwolfthron - 2003: Totenlieder - 2005: Blutgericht - 2008: Der Fünfzehnjährige Krieg (relanzamiento diciembre de 2008) - 2010: Life beyond the grave (1992/1994) (compilación de canciones viejas) EP - 1999: Asgardsrei - 2004: Raubritter - 2005: Grimmige Volksmusik | Demos - 1992: God’s Death - 1993: God’s Death/Sadness - 1993: Death from the Forest - 1994: Out of the Dungeon - 1995: Thuringian Pagan Madness] - 1999: Sonnenritter Álbumes split - 1996: Totenburg/Die Eiche (mit Heldentum) - 2002: Wolfskrieger/Galdur Vikodlaks (mit Pantheon) - 2008: Weltenfeind (mit Grand Belial’s Key und Sigrblot) |

## Documental
- Ulrike Baur: Der Satansmord – Tod eines Schülers (ARD-Reihe Die großen Kriminalfälle, 2001)